# Caroline Gillmer
Caroline Gillmer – australijska aktorka telewizyjna i filmowa.
Najbardziej znana z głównych ról: Cheryl Stark, w serialu Sąsiedzi oraz Helen Smart w serialu Więźniarki.
Zadebiutowała na szklanym ekranie małą rolą w serialu telewizyjnym Bluey. Na dużym ekranie po raz pierwszy pojawiła się w 1985 roku, w dramacie romantycznym Nieprzyzwoita obsesja. W 1988 roku wystąpiła w dramacie Krzyk w ciemności, grając u boku Meryl Streep i Sama Neilla.
W 1995 roku za rolę w filmie Hotel Sorrento, była nominowana do nagrody Australijskiego Instytutu Filmowego, za najlepszą aktorkę.

## Nagrody i nominacje
- Nominacja -– Australijska Akademia Sztuk Filmowych i Telewizyjnych AACTA 1995 - za: Najlepsza aktorka, (za film Hotel Sorrento)[1].

## Wybrana filmografia
Filmy 
- 1984: Człowiek z gór, (High Country) jako Marge
- 1984: Matthew i syn, (Matthew and Son) jako Gloria Doran
- 1985: Nieprzyzwoita obsesja, (An Indecent Obsession) jako Sally
- 1988: Krzyk w ciemności, (Evil Angels) jako Amy Whitaker
- 1989: Sędzia pokoju, (Il Magistrato) jako Sandy
- 1993: Powódź – Na ratunek dzieciom, (The Flood: Who Will Save Our Children?) jako Susan
- 1995: Hotel Sorrento jako Hilary Moynihan
- 1997: Cztery łapy, (Paws) jako Susie
- 2000: Maska małpy, (The Monkey's Mask) jako Barbara Brach

 Seriale 
- 1977: Bluey jako Tracy Carter
- 1980–1984: Więźniarki jako Helen Smart
- 1987: A Country Practice jako Sheila Simpson
- 1993–1996: Sąsiedzi jako Cheryl Stark
- 2002–2003: MDA jako Dr Joan Barty
- 2008: Porachunki jako Judy Moran
- 2008–2011: Bed of Roses jako Marg Braithwaite